# Tetraferriflogopita
La tetraferriflogopita o també ferriflogopita és un mineral de la classe dels silicats, que pertany al grup de la biotita. S'anomena així per ser l'anàleg de Fe3+ de la flogopita.

## Característiques
La tetraferriflogopita és un silicat de fórmula química KMg₃(Fe3+Si₃O10)(OH,F)₂.
Segons la classificació de Nickel-Strunz, la tetraferriflogopita pertany a «09.EC - Fil·losilicats amb plans de mica, compostos per xarxes tetraèdriques i octaèdriques» juntament amb els següents minerals: minnesotaïta, talc, wil·lemseïta, ferripirofil·lita, pirofil·lita, boromoscovita, celadonita, chernykhita, montdorita, moscovita, nanpingita, paragonita, roscoelita, tobelita, aluminoceladonita, cromofil·lita, ferroaluminoceladonita, ferroceladonita, cromoceladonita, tainiolita, ganterita, annita, ephesita, hendricksita, norrishita, flogopita, polilitionita, preiswerkita, siderofil·lita, masutomilita, fluorotetraferriflogopita, wonesita, eastonita, tetraferriannita, trilitionita, fluorannita, xirokxinita, shirozulita, sokolovaïta, aspidolita, fluoroflogopita, suhailita, yangzhumingita, orlovita, oxiflogopita, brammal·lita, margarita, anandita, bityita, clintonita, kinoshitalita, ferrokinoshitalita, oxikinoshitalita, fluorokinoshitalita, beidel·lita, kurumsakita, montmoril·lonita, nontronita, volkonskoïta, yakhontovita, hectorita, saponita, sauconita, spadaïta, stevensita, swinefordita, zincsilita, ferrosaponita, vermiculita, baileyclor, chamosita, clinoclor, cookeïta, franklinfurnaceïta, gonyerita, nimita, ortochamosita, pennantita, sudoïta, donbassita, glagolevita, borocookeïta, aliettita, corrensita, dozyïta, hidrobiotita, karpinskita, kulkeïta, lunijianlaïta, rectorita, saliotita, tosudita, brinrobertsita, macaulayita, burckhardtita, ferrisurita, surita, niksergievita i kegelita.

## Formació i jaciments
És un mineral rellevant per a la classificació de les roques lamproïtiques. S'ha descrit al Brasil, Canadà, la Xina, Finlàndia, Noruega, Rússia, Suècia, Ucraïna i els EUA.